# David Brenner (Filmeditor)
David S. Brenner (* 3. November 1962 in Hollywood, Kalifornien; † 17. Februar 2022 in West Hollywood, Kalifornien) war ein US-amerikanischer Filmeditor. 1990 wurde er für seine Arbeit an Oliver Stones Anti-Kriegsfilm Geboren am 4. Juli mit dem Oscar für den Besten Schnitt ausgezeichnet.

## Leben
David Brenners erster Film als eigenständiger Editor war Talk Radio von Regisseur Oliver Stone aus dem Jahr 1988. Zuvor hatte er ab Mitte der 1980er Jahre Erfahrungen als Schnittassistent von Claire Simpson bei Stones Filmen Salvador, Platoon und Wall Street gesammelt. 1990 gewann er mit Joe Hutshing einen Oscar für den Besten Schnitt im Film Geboren am 4. Juli, seiner zweiten Produktion. 1996 war er für den Schnitt des für zwei Oscars nominierten Film Independence Day verantwortlich, 1998 folgte der Film Hinter dem Horizont. 2000 schnitt er den bekannten Film Der Patriot. 2006 schnitt er den Film über den Anschlag auf das World Trade Center und 2009 zusammen mit Peter S. Elliot den Katastrophenfilm 2012. 2011 war er zusammen mit Michael Kahn und Wyatt Smith an dem Film Pirates of the Caribbean – Fremde Gezeiten beteiligt. Bis kurz vor seinem Tod arbeitete er am Schnitt der Avatar-Fortsetzungen von Regisseur James Cameron.
Brenner hat neun Mal mit Oliver Stone zusammengearbeitet.
Mit seiner Frau Amber hatte er drei Kinder. Er starb nach Angaben seiner Frau unerwartet im Februar 2022 im Alter von 59 Jahren.

## Filmografie
- 1988: Talk Radio
- 1989: Geboren am 4. Juli (Born on the Fourth of July)
- 1991: The Doors
- 1992: Night and the City
- 1993: Zwischen Himmel und Hölle (Heaven & Earth)
- 1994: Am wilden Fluß (The River Wild)
- 1996: Fear – Wenn Liebe Angst macht (Fear)
- 1996: Independence Day
- 1997: Lolita
- 1998: Hinter dem Horizont (What Dreams May Come)
- 2000: Der Patriot (The Patriot)
- 2001: Kate & Leopold
- 2003: Identität (Identity)
- 2004: The Day After Tomorrow
- 2006: World Trade Center
- 2008: Wanted
- 2009: 2012
- 2010: Wall Street: Geld schläft nicht (Wall Street: Money Never Sleeps)
- 2011: Pirates of the Caribbean – Fremde Gezeiten (Pirates of the Caribbean: On Stranger Tides)
- 2013: Man of Steel
- 2014: 300: Rise of an Empire
- 2014: Escobar: Paradise Lost
- 2016: Batman v Superman: Dawn of Justice
- 2017: Justice League
- 2021: Zack Snyder’s Justice League
- 2022: Avatar: The Way of Water

## Auszeichnungen
Brenner gewann 1990 den Oscar in der Kategorie Bester Schnitt für den Film Geboren am 4. Juli.
Für seine Arbeit an Independence Day erhielt er 1996 den Golden Satellite Award. Bei den Satellite Awards 2009 wurden er und sein Kollege Peter S. Elliot für den Film 2012 nominiert.